# باشگاه فوتبال رویال ۹۵
رویال '95 یک باشگاه فوتبال سورینامی است که در پاراماریبو واقع شده است. این باشگاه در حال حاضر در رده دوم فوتبال سورینام رقابت می‌کند.